# Maria Philippina Bilders-van Bosse

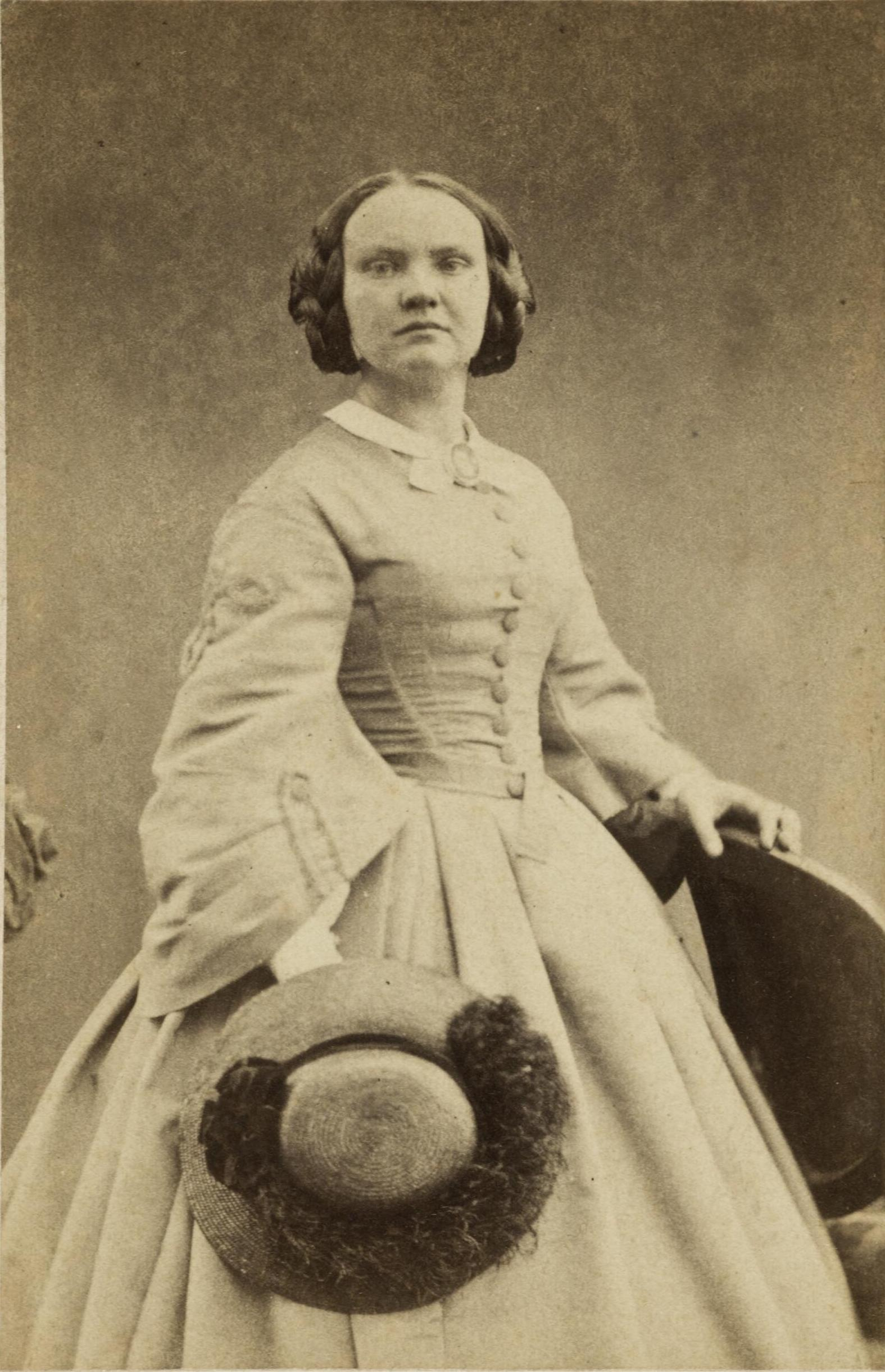
Maria Philippina Bilders-van Bosse

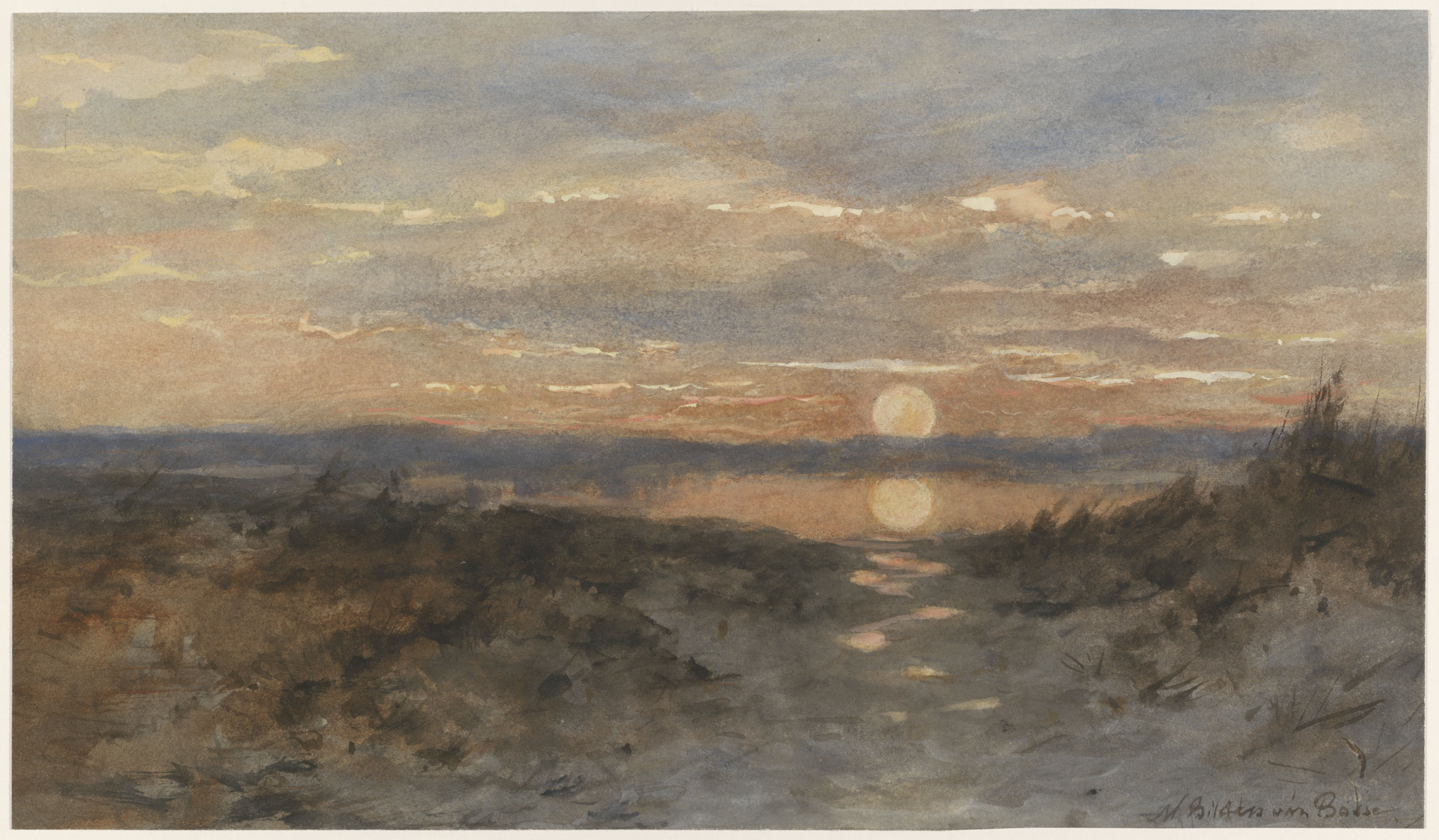
Landschaft mit Sonnenuntergang, Rijksmuseum Amsterdam

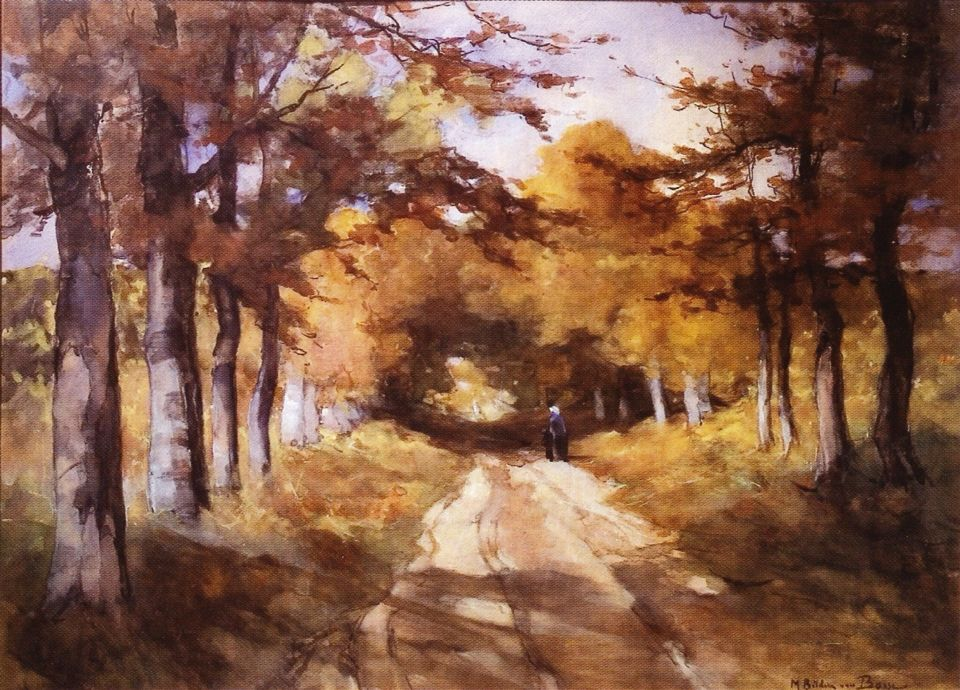
Weg mit Bäumen und zwei Figuren

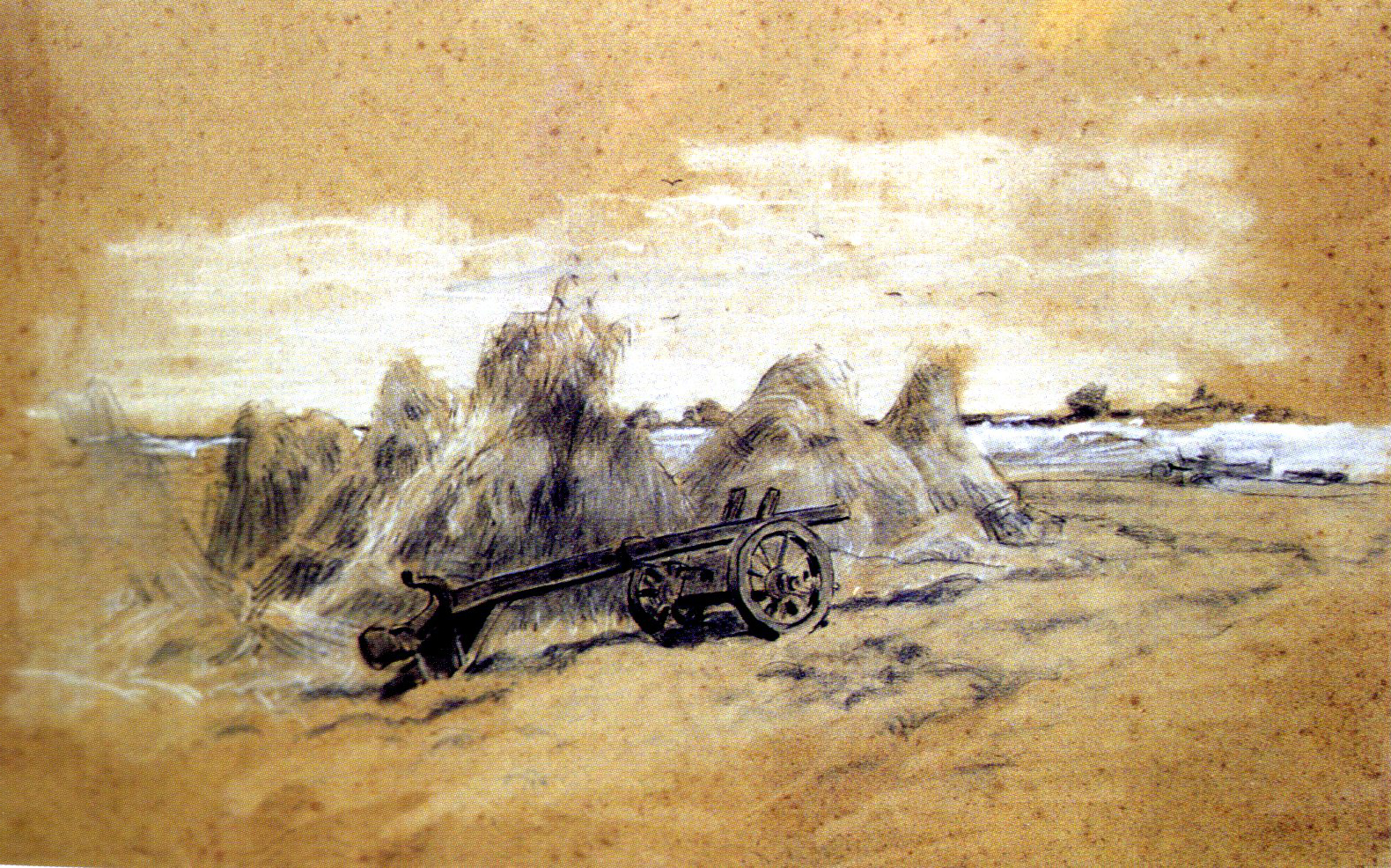
Getreidegarben

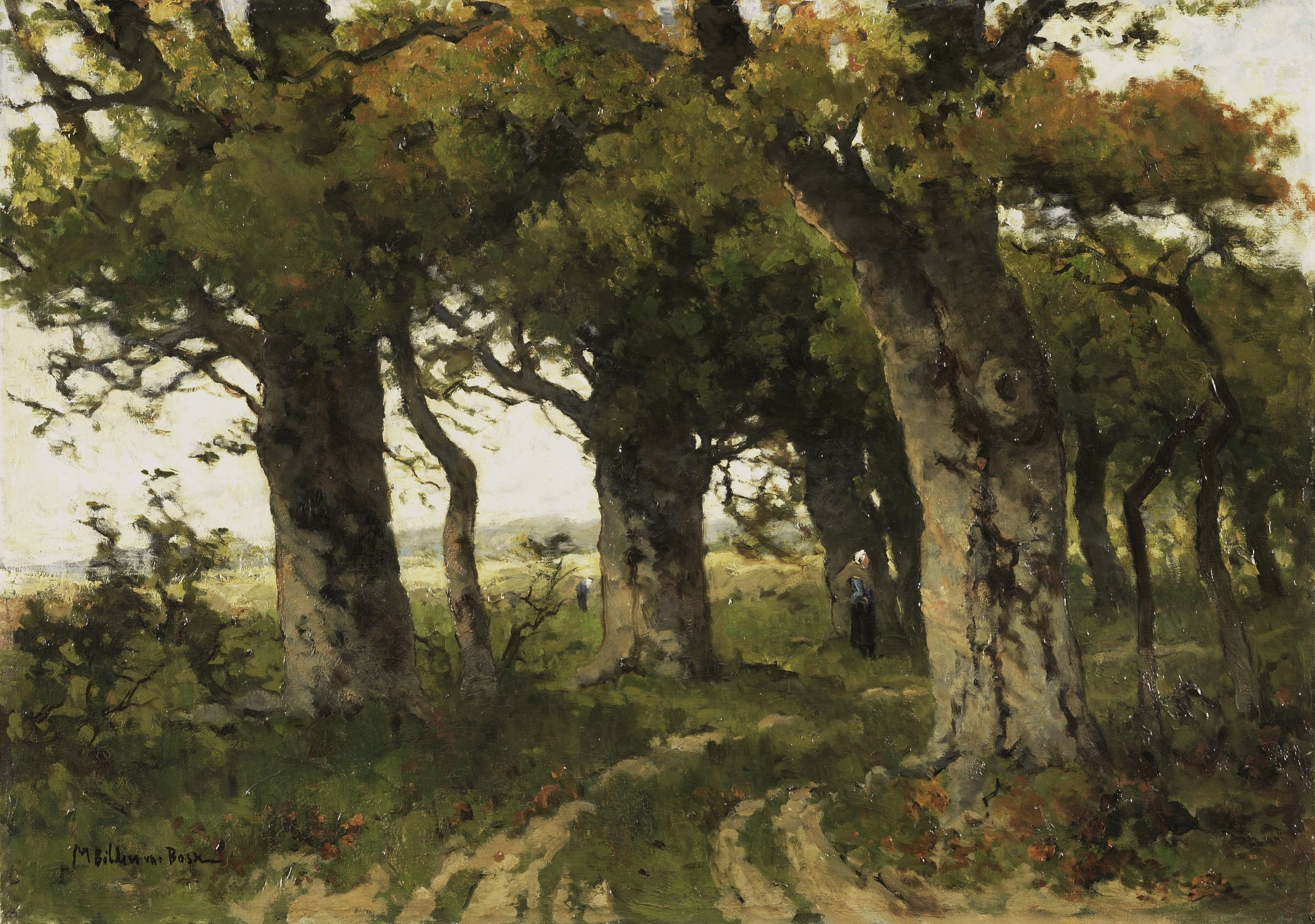
Eichenweg im Spätsommer, Rijksmuseum Amsterdam

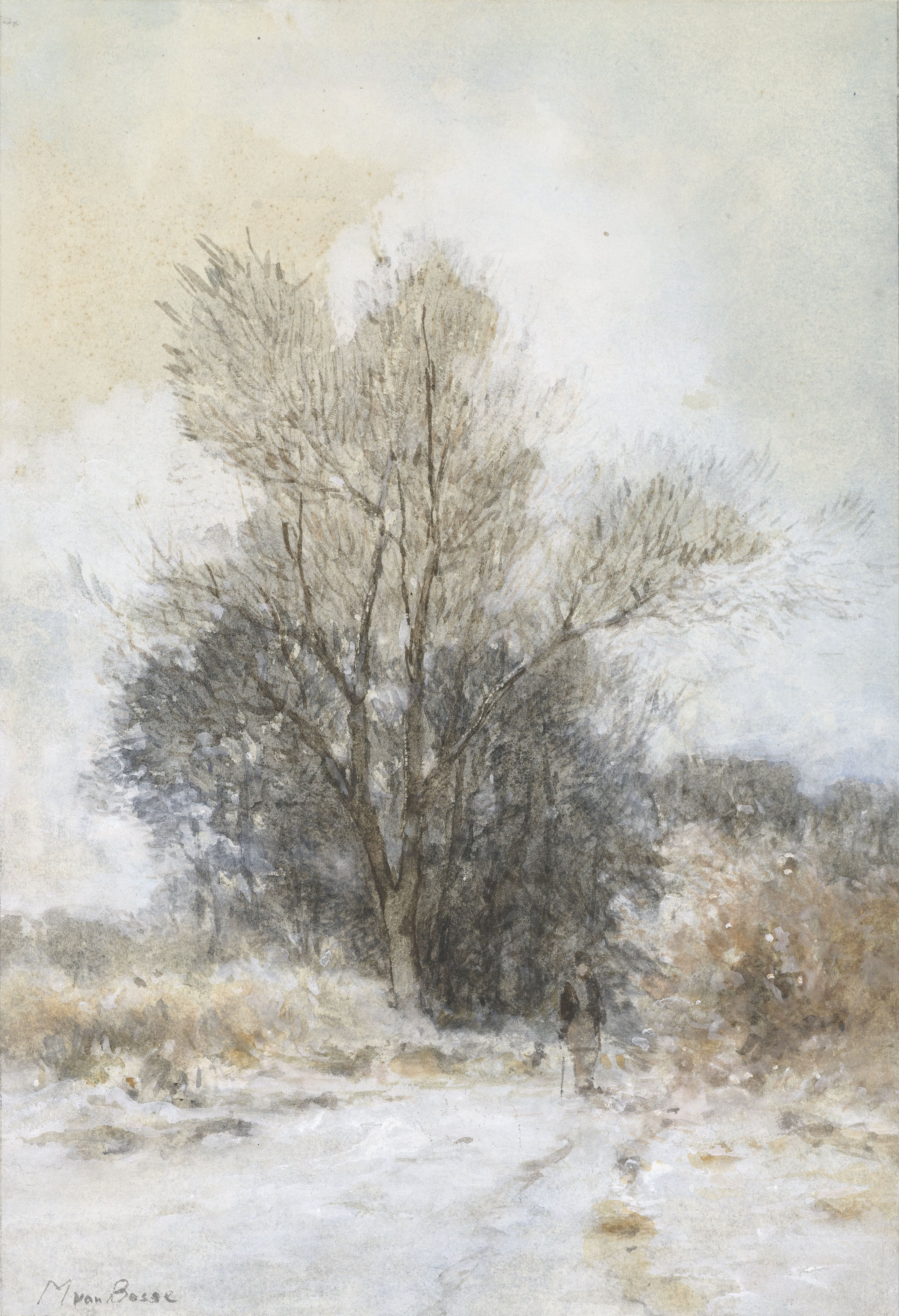
Wanderer im Schnee am Rande eines Waldes, Rijksmuseum Amsterdam

Maria Philippina Bilders-van Bosse (* 21. Februar 1837 in Amsterdam als Maria Philippina van Bosse; † 11. Juli 1900 in Wiesbaden) war eine niederländische Landschaftsmalerin.

## Leben
Marie van Bosse, verheiratete Bilders, war die Tochter des Rechtsanwalts und königlichen Finanzministers – zeitweise auch Kirchen-, Kolonial- und Innenministers – der Niederlande Pieter Philip van Bosse und der Maria Johanna, geborene Reynvaan (1809–1864). Die gleichaltrige Malerin und Bildhauerin Sara Stracké-van Bosse war eine Tochter ihres Onkels Anthonij van Bosse, also ihre Cousine. Infolge der Ministerämter des Vaters ließ sich die Familie in Den Haag nieder.
Mit 18 Jahren (1855) beschloss Marie, Malerin zu werden, und nahm Unterricht bei dem niederländischen Maler Hendrik van de Sande Bakhuyzen, einem prominenten Vertreter der frühen Haager Schule, und wurde gelegentlich von Johannes Bosboom beraten, der ebenfalls als Vorläufer der Haager Schule gilt, und der sie unter anderem zur Ausstellung ihrer Arbeiten ermutigte. Ab 1875 wurde sie von Johannes Warnardus Bilders unterrichtet. 1880 heiratete sie den 26 Jahre älteren Lehrer, dessen mit ihr fast gleichaltriger Sohn aus erster Ehe, der Maler Gerard, bereits 1865 verstorben war. Das Paar lebte bis 1890 in Oosterbeek, damals ein ländliches Dorf, heute ein Ortsteil der Gemeinde Renkum in der niederländischen Provinz Gelderland. Hier entstand ein Großteil ihres Werks. Nach dem Tod des Ehemanns kehrte Marie nach Den Haag zurück. Freundschaftliche Beziehungen pflegte sie unter anderem zu den Schriftstellerinnen Anna Louisa Geertruida Bosboom-Toussaint und Augusta de Wit, dem Juristen Gijsbert van Tienhoven und der Malerin Anna Wolterbeek (1834–1905). Wegen eines Rückenleidens hielt sie sich häufig in Deutschland auf, wo sie im Alter von 63 Jahren starb. Beigesetzt wurde sie in Oosterbeck im Grab ihres Mannes.
Marie van Bosses Werk besteht vor allem aus Landschaftsdarstellungen als Ölgemälde und in Aquarelltechnik, vorbereitet und begleitet von zahlreichen Zeichnungen. Ihre Motive fand sie unter anderem in der Umgebung von Den Haag, in den Wäldern der Veluwe, den Auenlandschaften der Regionen von Gelderland, Westerwolde und der Heide- und Moorgebiete der Provinz Drenthe.
1878 wurde sie Mitglied der zwei Jahre zuvor gegründeten „Hollandsche Teekenmaatschappij“ und ein Jahr später des „Pulchri Studio“ in Den Haag. Ihre Arbeiten zeigte sie ab 1873 in mehreren der „Ausstellungen lebender Meister“ (Tentoonstelling van kunstwerken van levende meesters), im „Pariser Salon“ von 1880 und anlässlich der Nationale Tentoonstelling van Vrouwenarbeid von 1898. Anlässlich ihrer Teilnahme an den Kunstausstellungen der Pariser Weltausstellung wurde sie 1889 mit einer Bronzemedaille ausgezeichnet. 1900 fand sie mit einer „ehrenhaften Erwähnung“ Anerkennung, 1893 war sie auf der World’s Columbian Exposition in Chicago vertreten. Auf der Internationalen Kunstausstellung Wien 1882 zeigte sie „Landschaft in Groningen“, auf der internationalen Jubiläumsausstellung München 1888 „Die Haide von Heelsum“. 1896 war sie auf der Internationalen Kunst-Ausstellung in Berlin mit „Waldhüters Wohnung in Gelderland“ (Katalog-Nr. 219) vertreten.

## Werke
Arbeiten Maria van Bosses befinden sich in zahlreichen Sammlungen der Niederlande und des Auslands, etwa in der New York Art Association in New York.